# Tualatin Mountains
De Tualatin Mountains (ook West Hills, Southwest Hills of Portland) vormen een heuvelrug in het westen van Multnomah County, in de Amerikaanse staat Oregon. Ze maken deel uit van de Pacific Coast Range van Noord-Oregon. De Tualatin Mountains scheiden het Tualatin-bekken van het gebied rond de stad Portland.
Cornell Mountain vormt met z'n 390 meter het hoogste punt van de Tualatin Mountains. Council Crest (327 m) is het hoogste punt in Portland.
Ondanks de soms erg steile hellingen en het risico op aardverschuivingen, heeft men toch relatief veel woningen in de Tualatin Mountains gebouwd. Het grootste deel, echter, behoort tot het 20 km² grote Forest Park. Dat is een bosrijk stadspark van Portland. Juist ten zuiden van het Forest Park ligt het toeristische Washington Park, met daarin onder andere de International Rose Test Garden.

## Galerij

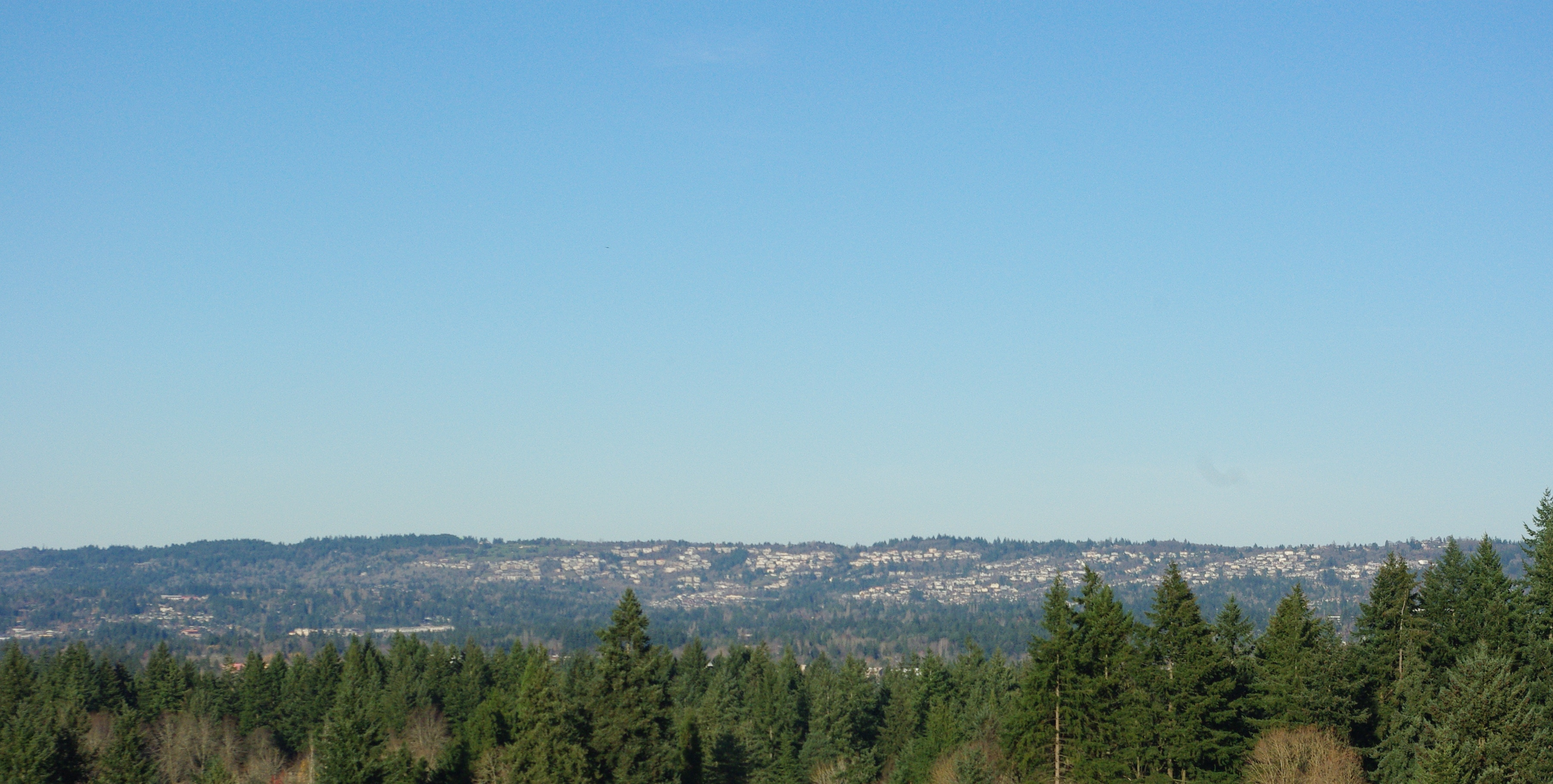
Westelijke flank van de Tualatin Mountains
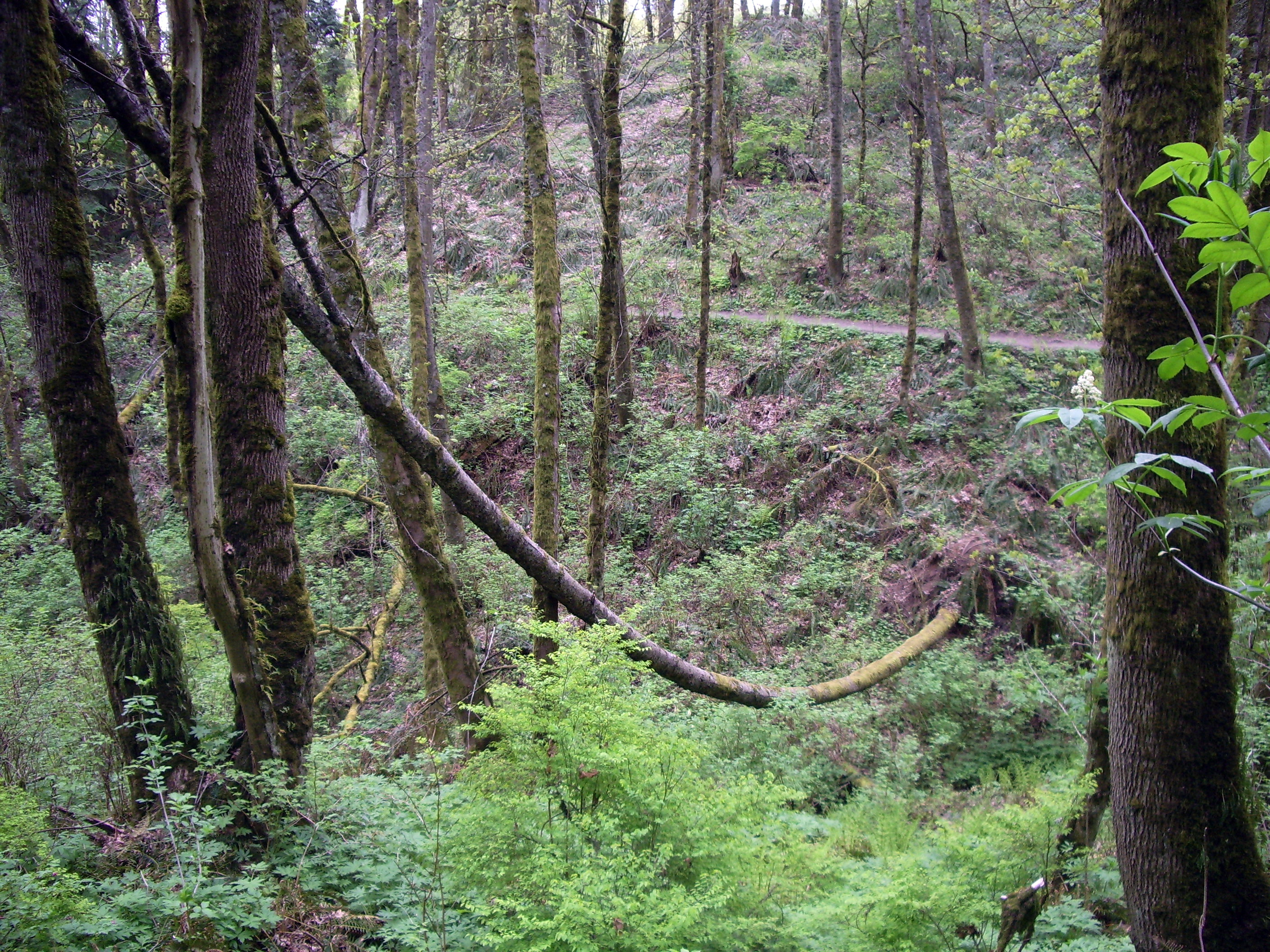
Bos in het Forest Park